# Hypoponera natalensis
Hypoponera natalensis är en myrart som först beskrevs av Santschi 1914.  Hypoponera natalensis ingår i släktet Hypoponera och familjen myror. Inga underarter finns listade i Catalogue of Life.